# Club Deportivo Estudiantil Colegio Nacional de Iquitos
El Estudiantil Colegio Nacional Iquitos conocido también por Estudiantil CNI es un club de fútbol del Perú de la ciudad de Iquitos en el departamento de Loreto. Fue fundado el 30 de julio de 1996 y desde la temporada 2025 participa en la Liga 3, la tercera categoría del fútbol nacional.

## Historia

### 1996: Fundación
El Club Deportivo Estudiantil CNI fue fundado un 30 de julio de 1996 por un grupo de profesores de la propia institución Educativa CNI siendo un club que fue creado sin fines de lucro solo con el objetivo de fomentar en la juventud escolar la práctica del deporte empezando desde aquel entonces a participar en diferentes campeonatos que se desarrollaban en el ámbito local como son la comisión de menores copa federativa y campeonatos internos.
Es así que el club viene teniendo vigencia gracias al apoyo de la dirección del plantel y de su junta directiva que lo conforman los mismos profesores.

### 2014-2015: Inicios en el fútbol amateur
Así transcurrieron los años hasta que el 2014 que deciden participar en la 3.ª división de la liga deportiva distrital de fútbol de Iquitos logrando campeonar y ascender ese mismo año a la 2.ª división.
Al siguiente año 2015 participa en dicha liga donde también logra el campeonato y asciende a la 1.ª división de la liga deportiva distrital de fútbol de Iquitos.

### 2016-2023: Las campañas en la Copa Perú
Desde el 2016 es partícipe de dicha liga donde ya se requería de una logística mucho más grande y responsable, es cuando por invitación de algunos directivos llegan al club algunos empresarios de la región que se suman al proyecto quienes llegaron a solventar y darle en soporte necesario al club con aspiraciones de llegar a la liga 1 de la máxima élite del fútbol peruano, donde lograrían clasificar a la fase nacional pero en la fase 2, fue eliminado por Deportivo Venus.
Desde entonces el club viene participando de dicha competencia hasta la actualidad donde siempre ha sido protagonista participando en torneos como es la Copa Perú siendo el 2017 donde logró llegar a la finalísima de la Copa Perú desarrollada en la ciudad de Lima, no logrando el objetivo, pero si siendo protagonista de dicho torneo.
Clasificaron la fase nacional de la Copa Perú 2018 pero no pudieron clasificar para la siguiente ronda. Mientras que en la Copa Perú 2019 quedaron eliminados en la etapa distrital.
Para la Copa Perú 2022 quedaron subcampeones de la etapa provincial; campeones de la etapa provincial y departamental, clasificando así a la fase nacional. Fue eliminado en dieciseisavos de final de la Etapa Nacional por Defensor La Bocana tras perder tanto de visita como de local por 1-0.

### 2024: El oportuno ascenso a Liga 3
En la Copa Perú 2024 obtuvieron la gran chance de ascender a una categoría superior tras la creación de la Liga 3 desde el año 2025. Salen subcampeones distritales, campeones provinciales y posteriormente campeones departamentales para clasificar nuevamente a la Etapa Nacional. Consiguen la clasificación a dieciseisavos pero serian eliminados en esa fase por el Juventus FC de Huamachuco, a pesar de eso, logran el ascenso a la Liga 3 como el representante de Loreto tras culminar con mayor cantidad de puntos que el otro club del departamento que fue Dolce Bretaña FC.

## Uniforme
- Uniforme titular: Camiseta blanca, pantalón blanco, medias blanca.
- Uniforme alternativo: Camiseta verde, pantalón verde, medias verdes.

### Indumentaria y patrocinador
| Periodo           | Proveedor | Logotipo |
| ----------------- | --------- | -------- |
| 2014 - 2016       | GS Sport  | -        |
| 2017 - 2021       | Reqelme   |          |
| 2022 - 2023       | Astro     |          |
| 2024              | Reqelme   |          |
| 2025 - actualidad | Astro     |          |

| Periodo     | Patrocinador |
| ----------- | ------------ |
| 2014 - 2016 | GS Sport     |
| 2016 - 2020 | Brunner      |
| 2021        | Triple R     |
| 2022 - 2023 | Brunner      |

## Datos del club
- Temporadas en Primera División: 0.
- Temporadas en Segunda División: 0.
- Temporadas en Tercera División: 1 (2025 - Act.).
- Mayor goleada conseguida:
  - En campeonatos nacionales de local:  Estudiantil CNI 4:0 Amazon Callao (28 de junio de 2025).
  - En campeonatos nacionales de visita: Juventud Santo Domingo 0:4 Estudiantil CNI (5 de julio de 2025).
- Mayor goleada recibida:
  - En campeonatos nacionales de local:.
  - En campeonatos nacionales de visita: .

## Estadio
El Estadio Max Augustin es un estadio multiusos y multitudinario ubicado en la ciudad peruana nor-oriental de Iquitos, a orillas del Río Amazonas. Fue inaugurado en el año 1942, y reconstruido en su totalidad para la Copa Mundial de Fútbol Sub-17 de 2005. El nombre de este estadio es materia de reiteradas controversias periodísticas, por lo que con frecuencia aparece también en diarios y revistas como «Max Agustin». El estadio puede contener a 24 576  personas, siendo el estadio más grande de la selva peruana. Tiene una cancha de fútbol con césped artificial y una pista atlética.
Escenario habitual del club de fútbol Colegio Nacional de Iquitos que juega en la Copa Perú, en los últimos años también ha servido para que UNAP y Los Tigres de la misma ciudad juegue sus partidos de Copa Perú en este recinto.

## Entrenadores
- Roberto Arrelucea (2016)
- Marcial Salazar (2017)
- Jorge Machuca (2017)
- Rufino Bernales Francia (2019)
- Marcial Salazar (2020)
- Emilio Augusto Montani Ríos (2022)
- Lizandro Barbarán (2022)
- Emilio Augusto Montani Ríos (2023)
- Juan José Guerra Cancino (2024)
- Orlando Lavalle (2024 - Act.)
- Emilio Augusto Montani Rios (2025 - Act.)

## Entrenadores Asistentes
- Django Orbe (Asistente - 2022)
- Claudio Lozano (Preparador de Arqueros - 2022)
- Eder Mendez (Preparador Físico - 2022)
- Leandro Rojas (Preparador de Arqueros - 2022 - 2023 - 2025)
- Agustin Lao (Preparador Físico - 2023 - 2025)

## Palmarés
| Competición regional               | Títulos                       | Subcampeonatos    |
| ---------------------------------- | ----------------------------- | ----------------- |
| Liga Departamental de Loreto (5/0) | 2016, 2017, 2018, 2022, 2024. |                   |
| Liga Provincial de Maynas (4/1)    | 2017, 2022, 2023, 2024.       | 2016.             |
| Liga Distrital de Iquitos (2/3)    | 2016, 2023.                   | 2017, 2022, 2024. |